# Łekno (województwo wielkopolskie)
Łekno – wieś pałucka w Polsce położona w województwie wielkopolskim, w powiecie wągrowieckim, w gminie Wągrowiec, przy drodze wojewódzkiej nr 251. Łekno jest położone nad brzegiem Jeziora Łekneńskiego, na północny wschód od Wągrowca (ok. 10 km).
W latach 1973–1976 Łekno było siedzibą gminy Łekno. W latach 1954–1972 wieś należała i była siedzibą władz gromady Łekno. W latach 1975–1998 miejscowość administracyjnie należała do województwa pilskiego.
Prywatne miasto szlacheckie lokowane w 1370, położone było w XVI w. w województwie kaliskim. 
Leży na trasie szlaku cysterskiego.

## Części wsi
| SIMC    | Nazwa     | Rodzaj                      |
| ------- | --------- | --------------------------- |
| 0531915 | Ludwikowo | część wsi (od 2023 r. wieś) |

## Historia

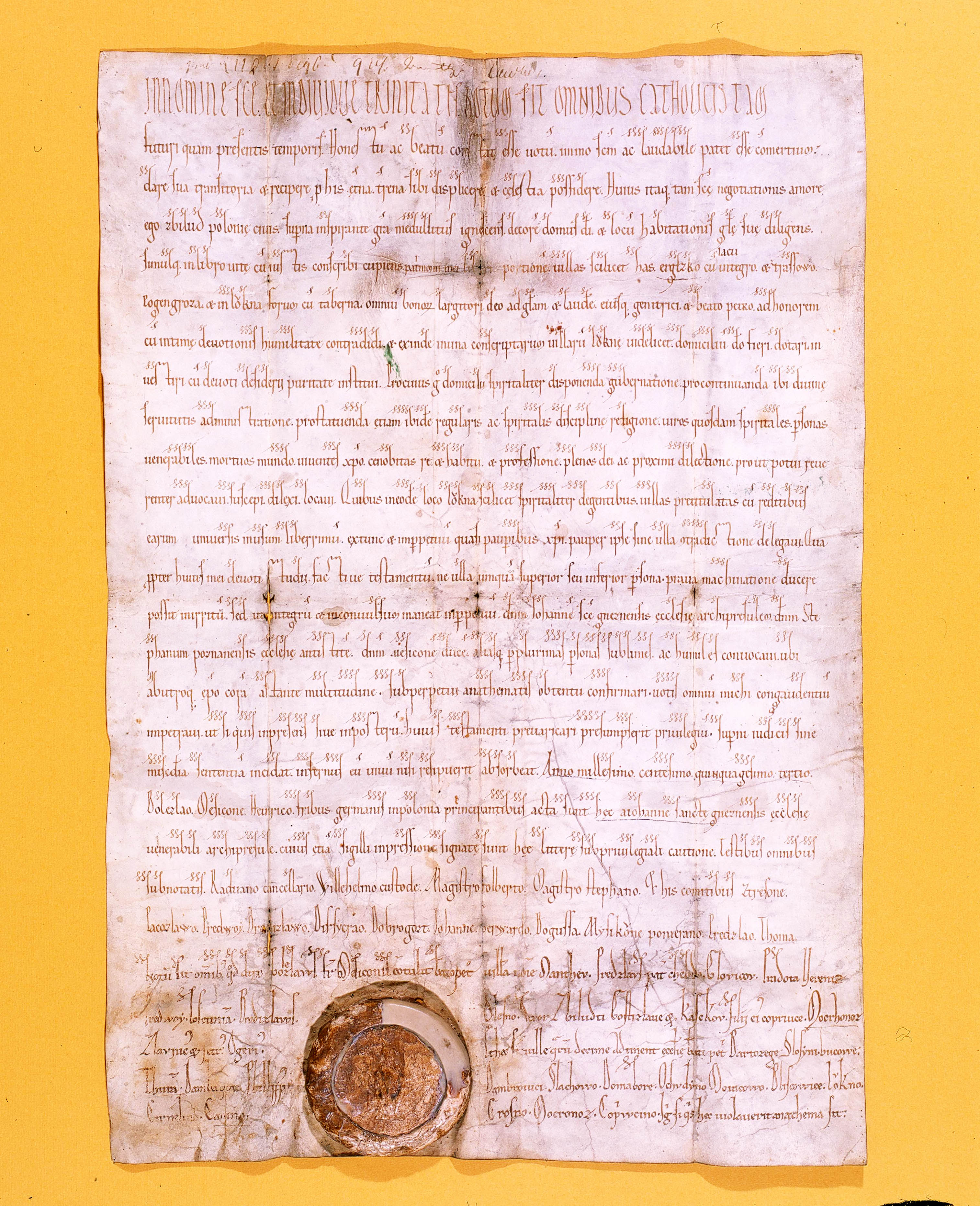
Dokument z 1154 Zbiluta (z rodu Pałuków) obywatela polskiego (“Poloniae civis”) notujący Łekno jako Lokna.

Historyczny herb dawnego miasta Łekno

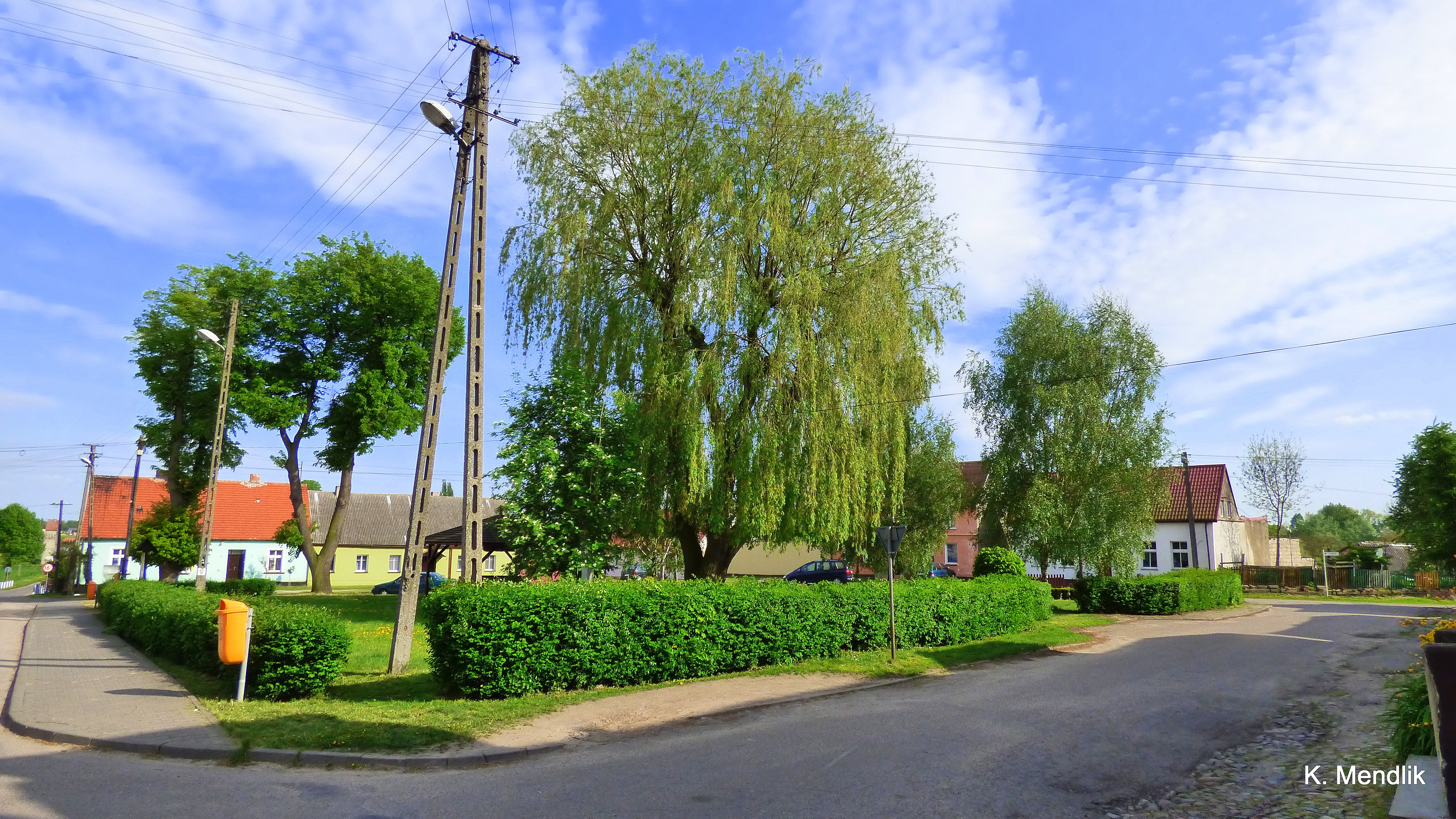
Rynek

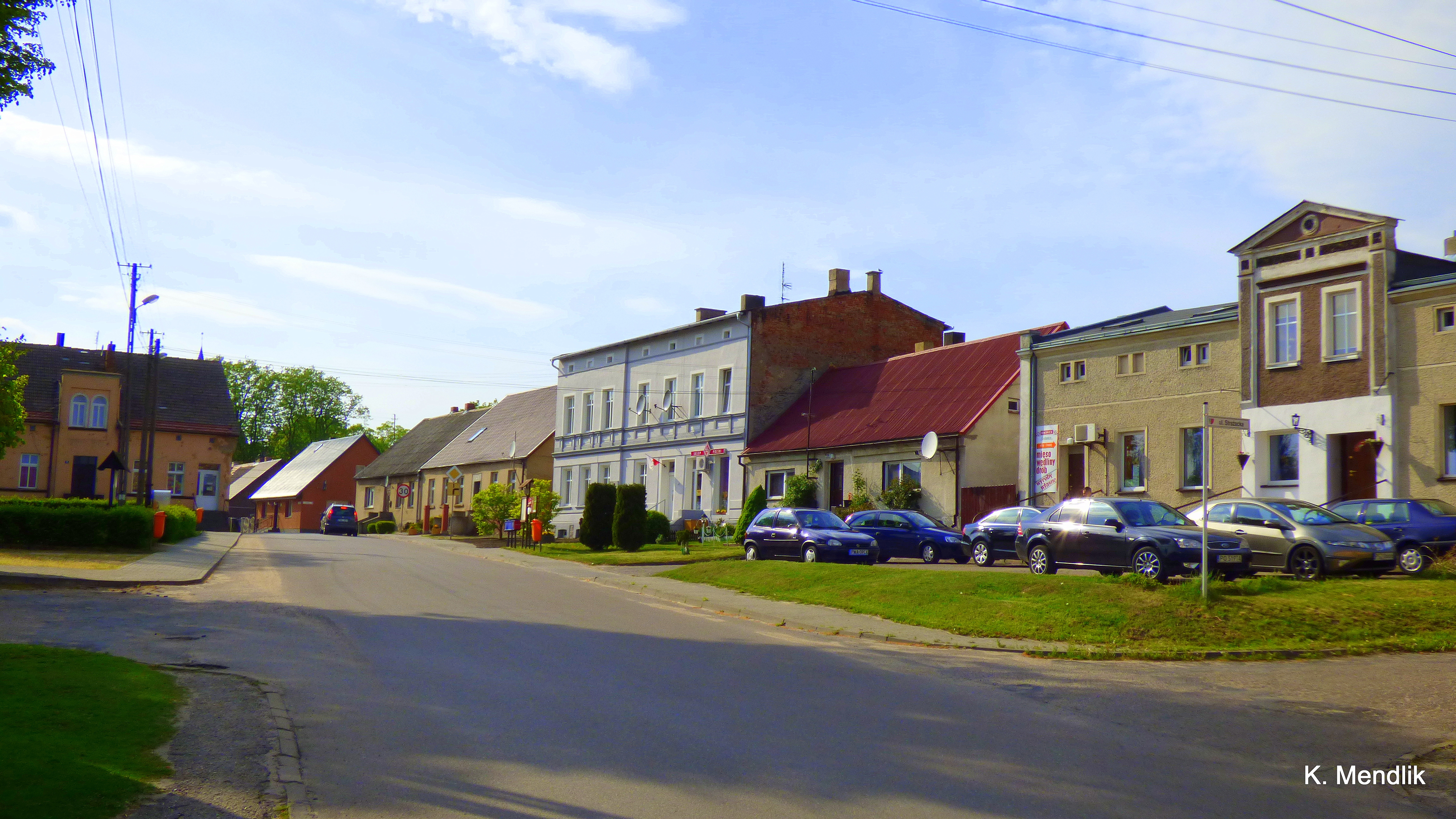
Zabudowa rynku

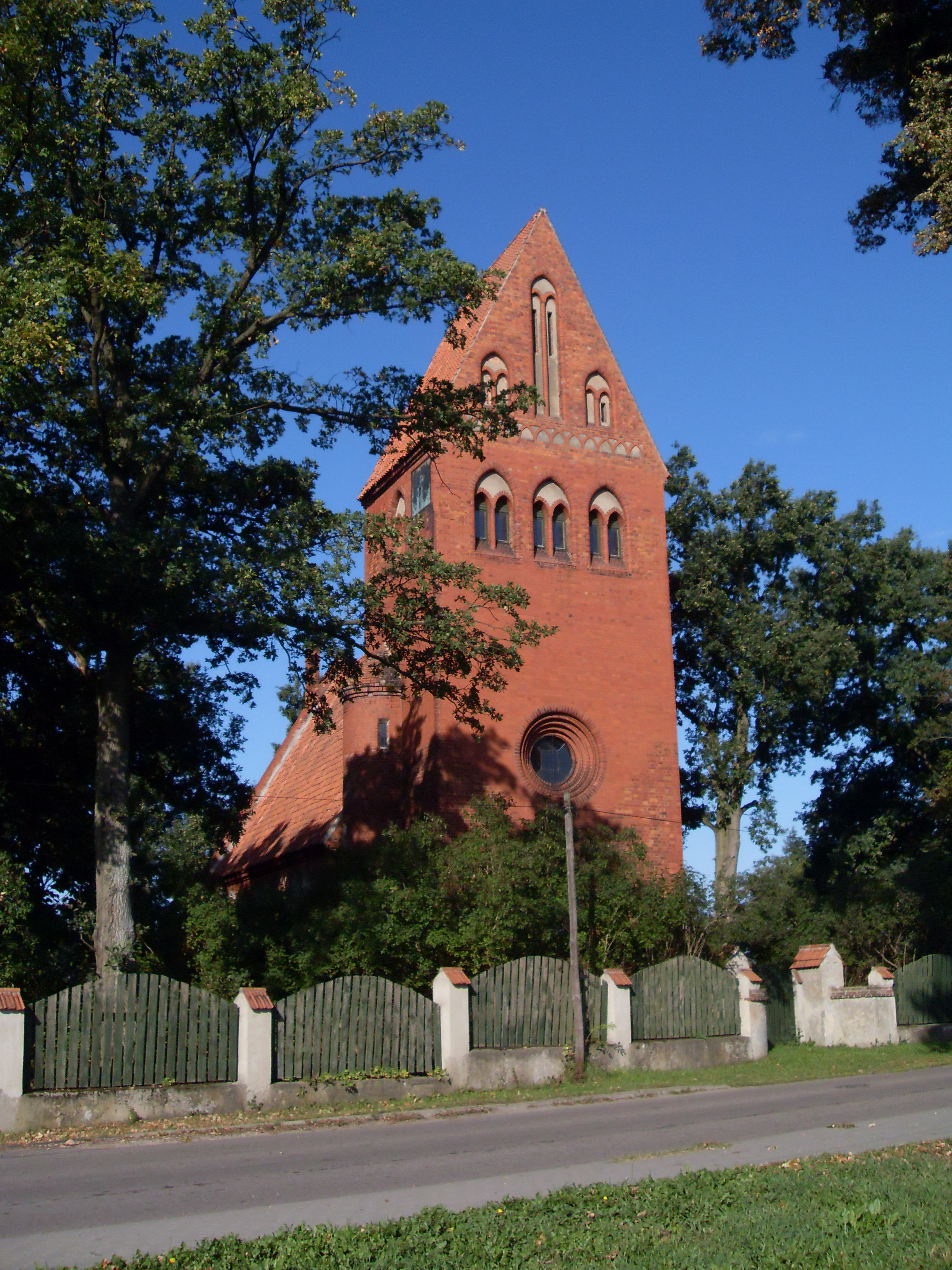
Dawny kościół protestancki

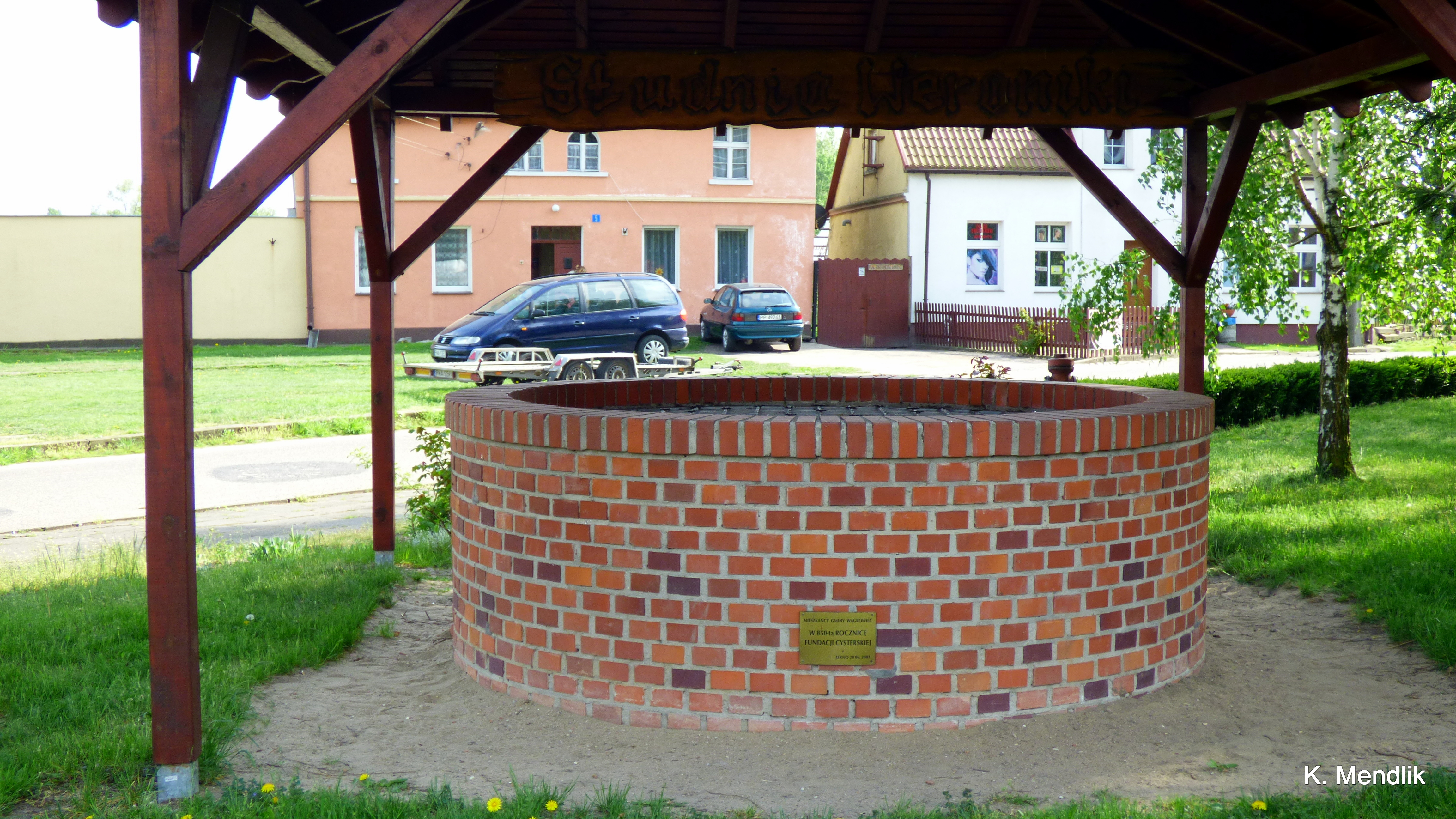
Studnia na rynku

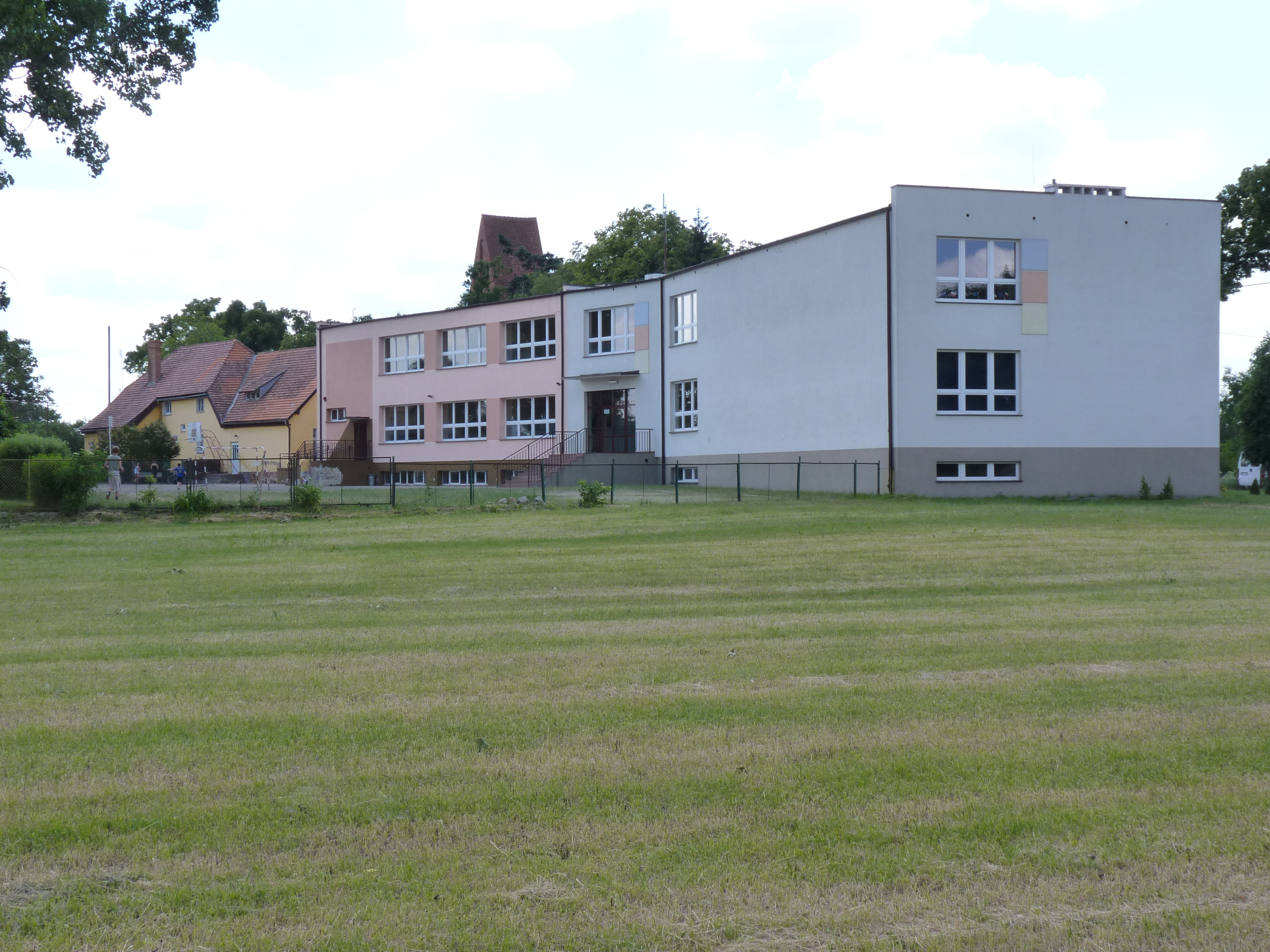
Szkoła

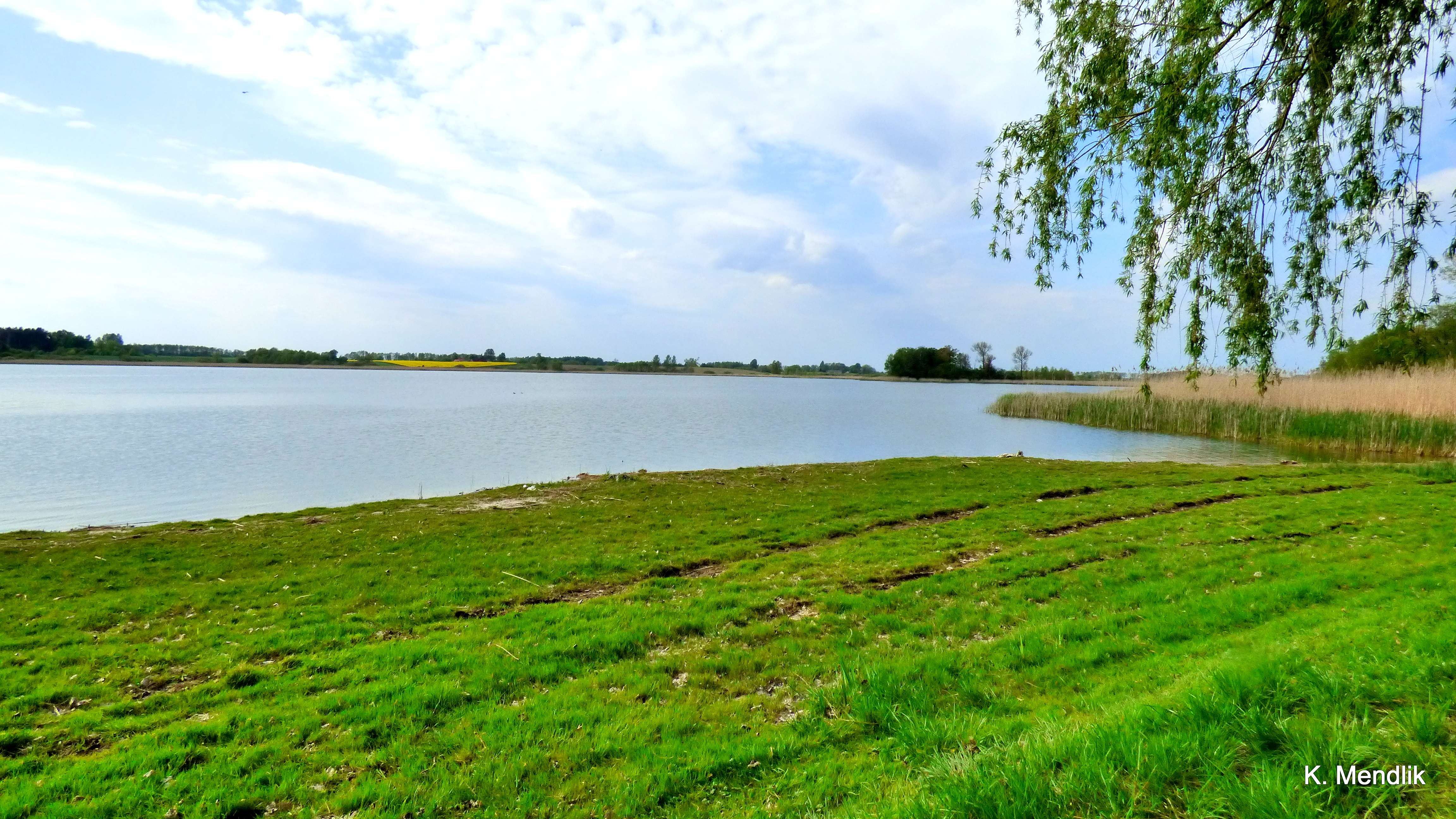
Jezioro Łekneńskie

Gród w Łeknie został wzniesiony na zachodnim brzegu Jeziora Łekneńskiego ok. VII wieku. Był to gród plemienny, który w okresie kształtowania państwa polskiego został zajęty przez pierwszych władców piastowskich. W czasach panowania Bolesława Chrobrego zbudowano w grodzie romańską rotundę, jedną z najwcześniejszych murowanych świątyń w Wielkopolsce (początek XI wieku). Był to jeden z ważniejszych grodów państwa wczesnopiastowskiego, pełniący funkcję "grodu kasztelańskiego". Jego znaczenie podkreśla przekaz bulli papieża Innocentego II z 1136 roku, gdzie Łekno jest wymienione w grupie ważniejszych ośrodków funkcjonujących w granicach archidiecezji gnieźnieńskiej. Kolejne wzmianki o Łeknie znajdują się w dokumencie fundacyjnym Zbyluta z rodu Pałuków dla klasztoru cystersów w Łeknie z 1153 roku. Na mocy tego dokumentu Zbylut ofiarował zakonowi trzy wsie i miejsce dawnego grodu, na którym po niwelacji wałów wzniesiono kościół i zabudowania klasztorne. Obiekty te znajdowały się na zachodnim brzegu Jeziora Łekneńskiego. Na przeciwległym, wschodnim brzegu akwenu rozwijała się osada targowa, późniejsze miasto, a obecnie wieś Łekno. Ośrodek ten pozostał własnością spadkobierców Zbyluta z rodu Pałuków. Cystersi otrzymali tutaj na pewien czas rynek z karczmą (forum cum taberna), z których czerpali dochody. Rynek z karczmą powrócił na własność rodu Pałuków w połowie XIII wieku, w drodze zamiany za inne posiadłości. Klasztor obsadzili cystersi, którzy przybyli z Altenbergu pod Kolonią. Był to pierwszy klasztor tej reguły w Polsce. 
Od wczesnego średniowiecza Łekno było ważnym ośrodkiem targowym i administracyjnym, położonym na szlaku handlowym łączącym Wielkopolskę z Pomorzem. W tym okresie pełniło funkcje wczesnomiejskie. Jako "miasto" (civitas) zostało określone po raz pierwszy około 1370 roku.  
W 1383 r. Łekno zostało spalone w czasie wojny domowej w Wielkopolsce (tzw. wojna Grzymalitów z Nałęczami). 
W latach 90. XIV w, cystersi rozpoczęli budowę swojej nowej siedziby w pobliskim Wągrowcu. Główną przyczyną przeniesienia siedziby opactwa była  katastrofa budowlana, w wyniku której uległ zniszczeniu kościół klasztorny w Łeknie. Proces translokacji klasztoru z Łekna do Wągrowca trwał około sto lat.  
W 1444 roku Trojan z rodu Pałuków sędzia kaliski, ówczesny właściciel Łekna, przeniósł miasto na prawo magdeburskie, co dało impuls do dalszego rozwoju.  
W 1460 roku, po śmierci Trojana sędziego kaliskiego doszło do gwałtownego sporu o Łekno. Wdowa po jego synu, Dorota, wraz ze swoim drugim mężem Mikołajem Milajem z Miłosławia oraz 80 zbrojnej szlachty i setką czeladzi, dokonała zajazdu na Łekno. W efekcie sporu doszło do podziału miasta, którego główną część utrzymała córka Trojana Dorota, zamężna Dziersława Skierki z Sarbinowa herbu Nałęcz. Ostatecznie to ich potomstwo odziedziczyło Łekno i przyjęło nazwisko Łekińskich. Ostatnim przedstawicielem tej genealogii był Nikodem Łekiński. W późniejszym okresie miejscowość przechodziła na własność innych rodów szlacheckich i stopniowo traciła dawny prestiż i znaczenie.  
W wyniku III rozbioru, w 1793 przeszło pod administrację pruską. W latach 1807–1815 znajdowało się na obszarze Księstwa Warszawskiego. Od 1815 r. ponownie pod administracją pruską. Łekno utraciło prawa miejskie w 1888 r.  
W ostatnich dniach 1918 roku, w wyniku zwycięskiego powstania wielkopolskiego, Łekno powróciło do Polski.
Z Łekna pochodzi Kazimierz Ulatowski, polski architekt i historyk architektury, naczelnik Wydziału Szkół Zawodowych, szef Departamentu Sztuki i Kultury w Ministerstwie byłej Dzielnicy Pruskiej, dyrektor Państwowej Szkoły Przemysłu Artystycznego w Bydgoszczy, radca budowlany w Magistracie toruńskim i naczelnik Wydziału Kultury i Oświaty Zarządu Miejskiego w Toruniu, docent Politechniki Poznańskiej.

## Zabytki
- Późnogotycki trójnawowy kościół parafialny pw. Świętych Apostołów Piotra i Pawła z gwiaździstym sklepieniem. Pierwszy kościół zbudowano przed rokiem 1246 i był ufundowany przez cystersów. Obecna budowla powstała w połowie XVI w. z fundacji Nikodema Łekińskiego. Późnorenesansowy nagrobek fundatora znajduje się w prezbiterium po lewej stronie. Do najciekawszych elementów wyposażenia świątyni należy zaliczyć m.in. barokowy ołtarz główny i późnorenesansowe ołtarze boczne. Ściany zewnętrzne są ozdobione dekoracją ceglaną: fryzem, szczytami, wieżyczkami.

- Na zachodnim brzegu J. Łekneńskiego znajduje się niewielki pagórek. Jest to miejsce dawnego klasztoru cystersów. Przeprowadzone tam badania archeologiczne pozwalają stwierdzić że: oprócz pozostałości przedromańskiego kościoła z ok. 1120 r. (są to relikty budowli sakralnej na planie koła – rotundy wczesnoromańskiej) i klasztoru cystersów z połowy XIII wieku, znajdują się tam także pozostałości po wczesnośredniowiecznym grodzisku, otoczonym wałem obronnym i fosą.
- Rotunda w Łeknie – w latach 80. XX wieku odkryto na grodzie w Łeknie bardzo dobrze zachowane (w całości) fundamenty jednoabsydowej rotundy zbudowanej przypuszczalnie w XI wieku. Relikty części naziemnej sięgają w niektórych miejscach nawet 0,5 m oraz zdołano uchwycić znaczny (2 m kw) fragment posadzki i stopień ołtarzowy. Nawa główna ma średnicę wewnętrzną 6,8 m, a zewnętrzną 9 m, wewnętrzna średnica absydy to 3,6 m, a zewnętrzna – 5,6 m. Długość na osi wschód-zachód wynosi 12 m kw. Mury wykonano od strony lic z płytek piaskowca metodą opus emplectum, wnętrze wypełniono dowolnym materiałem skalnym. Całość spoiła zaprawa z gipsu  jastrychowego. Od strony północnej fundamenty nawy wzmocniono w późniejszym okresie dodatkowym fundamentowaniem[11].
- grodzisko stożkowate z XIII-XIV położone na południe od miasta lokacyjnego, na wschodnim brzegu Jeziora Łekneńskiego. Stożkowaty nasyp otoczony jest fosą o szerokości około 7 m, wyniesiony około 4 m ponad poziom okolicznych łąk. Plateau silnie zarośniętego kopca ma około 15 m średnicy, od strony północnej poprzedza go słabo czytelny, podkowiasty wał. Na kopcu podczas badań w 1981 roku zarejestrowano relikty budowli, zapewne wieżowej, wykonanej z materiałów nietrwałych. Przypuszczalnie była to siedziba obronna tutejszej linii Pałuków, wywodzących się od kasztelana nakielskiego Trojana, zmarłego pomiędzy 1306 a 1313 rokiem[12].